# ISO 3166-2:BQ
Kódy ISO 3166-2 pro Karibské Nizozemsko identifikují 3 speciální obce, přičemž každá z nich zaujímá jeden ostrov (stav v roce 2015). První část (BQ) je mezinárodní kód pro Karibské Nizozemsko, druhá část sestává ze dvou písmen identifikujících ostrov. Každý z ostrovů má zároveň přiřazen kód v rámci ISO 3166-2:NL.

## Změny
- Věstník II-3 Zavedení kódu

## Seznam kódů
| kód   | ostrov        | kód v rámci Nizozemského ISO 3166-2 |
| ----- | ------------- | ----------------------------------- |
| BQ-BO | Bonaire       | NL-BQ1                              |
| BQ-SA | Saba          | NL-BQ2                              |
| BQ-SE | Svatý Eustach | NL-BQ3                              |